# Pteromalus tethys
Pteromalus tethys är en stekelart som beskrevs av Gijswijt 1999. Pteromalus tethys ingår i släktet Pteromalus och familjen puppglanssteklar.
Artens utbredningsområde är:
- Cypern.
- Frankrike.
- Grekland.
- Spanien.

Inga underarter finns listade i Catalogue of Life.